# Grevillea deflexa
Grevillea deflexa är en tvåhjärtbladig växtart som beskrevs av F. Müll.. Grevillea deflexa ingår i släktet Grevillea och familjen Proteaceae. Inga underarter finns listade i Catalogue of Life.